# Ouro Fino
Ouro Fino is een gemeente in de Braziliaanse deelstaat Minas Gerais. De gemeente telt 32.639 inwoners (schatting 2009).

## Aangrenzende gemeenten
De gemeente grenst aan Andradas, Borda da Mata, Bueno Brandão, Inconfidentes, Ipuiúna, Jacutinga, Monte Sião en Santa Rita de Caldas.